# Рогна (посёлок)
Рогна — посёлок в Верховажском районе Вологодской области.
Входит в состав Сибирского сельского поселения, с точки зрения административно-территориального деления — в Сибирский сельсовет.
Расстояние по автодороге до районного центра Верховажья — 52 км, до центра муниципального образования Елисеевской — 10,5 км. Ближайшие населённые пункты — Боярская, Студенцово, Оринодоры.
По переписи 2002 года население — 410 человек (196 мужчин, 214 женщин). Преобладающая национальность — русские (97 %).